# PTRS-41
PTRS-41 (ПТРС-41 - ПротивоТанковое Ружье Симонова образет 1941 года - Súng trường chống tăng của Simonov kiểu năm 1941) là súng trường chống tăng bán tự động ra đời cùng thời điểm với súng trường chống tăng PTRD-41. Súng do nhà thiết kế lừng danh Sergei Gavrilovich Simonov (1894 - 1986) thiết kế. PTRS-41 được Liên Xô sản xuất và sử dụng trong Chiến tranh thế giới thứ hai. Trung Quốc và Triều Tiên cũng sử dụng loại súng này trong Chiến tranh Triều Tiên.

## Thiết kế
Những năm giữa hai cuộc thế chiến, Liên Xô liên tục tiến hành thử nghiệm nhiều loại đạn xuyên chống thiết giáp. Đạn 12.7x108mm không đạt yêu cầu, họ bắt đầu phát triển đạn xuyên 14.5x114mm. Các nhà thiết kế vũ khí nổi tiếng của Liên Xô như Vasily Degtyaryov và Sergei Simonov đã tiến hành thiết kế hai loại súng trường dùng loại đạn này. Năm 1938, Simonov bắt đầu thiết kế súng trường chống tăng PTRS-41.

## Lịch sử tham chiến
Thiết kế hoàn thành, được thử nghiệm thành công trên thực địa và đi vào sản xuất hàng loạt để đưa vào trang bị năm 1941, khi Hồng quân đang cấp thiết yêu cầu một loại vũ khí chống tăng một người tác xạ, giá thành sản xuất rẻ, thích hợp cho bộ binh sử dụng.
Súng được sử dụng khắp Mặt trận Phía Đông trong thế chiến, trong tay Hồng quân Xô Viết, Phần Lan, Ba Lan,... thậm chí còn bị phía Đức tịch thu và sử dụng.
Khoảng 60.000 khẩu PTRS-41 được sản xuất tại Liên Xô vào giai đoạn 1941 - 1942. Về sau, khi giáp xe tăng Đức ngày một dày qua các thế hệ, súng trường chống tăng trở nên lỗi thời. Tuy nhiên, nhiều khẩu vẫn được sử dụng làm vũ khí chống tăng bổ trợ và hỗ trợ hỏa lực cho bộ binh, đôi khi làm súng bắn tỉa cho đến khi kết thúc chiến tranh. Súng còn có mặt trong Nội chiến Trung Quốc và Chiến tranh Triều Tiên, được sử dụng bởi nhiều phe tham chiến, đặc biệt là Quân Giải phóng Nhân dân Trung Quốc và Quân đội Nhân dân Triều Tiên.
Dù vậy PTRS-41 chỉ có thể xuyên giáp xe thiết giáp và xe tăng hạng nhẹ, súng trường chống tăng không thể phá hủy được xe tăng hạng nặng như các loại vũ khí chống tăng Panzerschreck, Panzerfaust của Đức, Bazooka của Mỹ hay PIAT của Anh. Sau thế chiến, PTRS-41 được Liên Xô thay thế bởi súng chống tăng vác vai RPG-2.

## Hoạt động
PTRS-41 là súng trường chống tăng bán tự động cỡ nòng trung, bắn đạn 14.5x114mm. Súng áp dụng cơ chế trích khí xung, với ống trích khí nằm phía trên nòng, lỗ trích khí bên trong van tiết lưu có bộ phận điều tiết thủ công với 3 nấc.
Kẹp đạn 5 viên được nạp trực tiếp vào hộp tiếp đạn cố định (mở nắp hộp tiếp đạn và lắp kẹp đạn vào từ dưới lên). Một lò xo lá trong hộp tiếp đạn liên tục đẩy đạn vào buồng thay cho viên đạn trước. Khi viên đạn cuối cùng trong kẹp được bắn ra, chốt chặn khóa nòng bật ra làm khóa nòng giữ nguyên trạng thái mở, then móc đạn chỉ tiếp tục hoạt động khi khóa nòng đã trở về vị trí đóng.
Đạn xuyên 14.5 mm có sơ tốc lên đến 1.012 m/s và đường đạn ngoài tốt. Đạn có các phiên bản: B-32 (xuyên cháy, lõi thép gia nhiệt), BS-41 (xuyên cháy, lõi wolfram), BZT (xuyên cháy - vạch đường, lõi thép gia nhiệt) và MDZ (nổ phá/cháy tức thời). Khả năng xuyên trên lý thuyết với đạn BS-41 có thể tham khảo bảng dưới đây:
| Cự li | X | Góc chạm | X | Khả năng xuyên |
| ----- | - | -------- | - | -------------- |
| 100 m |   | 90 độ    |   | 40 mm          |
| 100 m |   | 60 độ    |   | 30 mm          |
| 300 m |   | 60 độ    |   | 27.5 mm        |
| 500 m |   | 60 độ    |   | 25 mm          |

Hỏa lực của PTRS-41 đủ sức đương đầu trực diện với hầu hết các xe tăng thuộc giai đoạn đầu Thế chiến như Panzer I, Panzer II. Để giảm thiểu sức giật rất mạnh của súng, nòng súng có bộ phận tản giật hai cửa chia khí khá lớn. Khí thuốc cháy phụt ra khỏi đầu nòng có một phần bị bẻ hướng tản ra hai bên qua các cửa này, làm một phần sức giật bị bẻ hướng thành chiều ngang, giảm sức giật phản hồi. Đế báng súng có đệm cao su để giảm sự tác động của sức giật lên vai xạ thủ khi bắn. PTRS-41 có giá súng hai chân để tăng tính ổn định khi xạ thủ đặt trên mặt đất ngắm bắn.